# Seznam dílů seriálu Gilmorova děvčata
Toto je seznam dílů seriálu Gilmorova děvčata. Americký seriál Gilmorova děvčata byl vysílán na stanici The WB a později The CW. Za seriálem stojí autorka Amy Sherman-Palladino. Příběh sleduje svobodnou matku Lorelai Gilmorovou (Lauren Graham) a její dceru Rory (Alexis Bledel) ve fiktivním městě Stars Hollow v Connecticutu. Seriál má celkem sedm řad se 153 epizodami. V Česku jej premiérově vysílala TV Nova.
V roce 2016 vydal Netflix navazující čtyřdílnou minisérii s názvem Gilmorova děvčata: Rok v životě.

## Přehled řad
| Řada | Díly | Premiéra v USA | Premiéra v USA  | Premiéra v ČR      | Premiéra v ČR     | Stanice v USA |
| Řada | Díly | První díl      | Poslední díl    | První díl          | Poslední díl      | Stanice v USA |
| ---- | ---- | -------------- | --------------- | ------------------ | ----------------- | ------------- |
| 1    | 21   | 5. října 2000  | 10. května 2001 | 8. září 2002       | 5. ledna 2003     | The WB        |
| 2    | 22   | 9. října 2001  | 21. května 2002 | 11. ledna 2003     | 17. května 2003   | The WB        |
| 3    | 22   | 24. září 2002  | 20. května 2003 | 8. února 2004      | 15. května 2004   | The WB        |
| 4    | 22   | 23. září 2003  | 18. května 2004 | 2. února 2005      | 3. března 2005    | The WB        |
| 5    | 22   | 21. září 2004  | 17. května 2005 | 5. srpna 2005      | 5. září 2005      | The WB        |
| 6    | 22   | 13. září 2005  | 9. května 2006  | 9. února 2007      | 12. března 2007   | The WB        |
| 7    | 22   | 26. září 2006  | 15. května 2007 | 14. listopadu 2008 | 16. prosince 2008 | The CW        |

## Seznam dílů

### První řada (2000–2001)
| Č. v seriálu | Č. v řadě | Název                                   | Český název                     | Režie                 | Scénář                                                                | Premiéra v USA (The WB) | Premiéra v ČR      | Produkční kód |
| ------------ | --------- | --------------------------------------- | ------------------------------- | --------------------- | --------------------------------------------------------------------- | ----------------------- | ------------------ | ------------- |
| 1            | 1         | Pilot                                   | Matka a dcera                   | Lesli Linka Glatter   | Amy Sherman-Palladino                                                 | 5. října 2000           | 8. září 2002       | 226730        |
| 2            | 2         | The Lorelais' First Day At Chilton      | Lorelainin první den v Chiltonu | Arlene Sanford        | Amy Sherman-Palladino                                                 | 12. října 2000          | 15. září 2002      | 226701        |
| 3            | 3         | Kill Me Now                             | Zab mě, když to dokážeš         | Adam Nimoy            | Joanne Waters                                                         | 19. října 2000          | 22. září 2002      | 226702        |
| 4            | 4         | The Deer Hunters                        | Lovci jelenů                    | Alan Myerson          | Jed Seidel                                                            | 26. října 2000          | 29. září 2002      | 226703        |
| 5            | 5         | Cinnamon's Wake                         | Pohřební hostina                | Michael Katleman      | Daniel Palladino                                                      | 2. listopadu 2000       | 6. října 2002      | 226704        |
| 6            | 6         | Rory's Birthday Parties                 | Narozeninové večírky pro Rory   | Sarah Pia Anderson    | Amy Sherman-Palladino                                                 | 9. listopadu 2000       | 13. října 2002     | 226705        |
| 7            | 7         | Kiss and Tell                           | Utajený polibek                 | Rodman Flender        | Jenji Kohan                                                           | 16. listopadu 2000      | 20. října 2002     | 226706        |
| 8            | 8         | Love and War and Snow                   | Láska, válka a sníh             | Alan Myerson          | Joan Binder Weiss                                                     | 14. prosince 2000       | 27. října 2002     | 226707        |
| 9            | 9         | Rory's Dance                            | Roryin ples                     | Lesli Linka Glatter   | Amy Sherman-Palladino                                                 | 20. prosince 2000       | 3. listopadu 2002  | 226708        |
| 10           | 10        | Forgiveness and Stuff                   | Odpuštění                       | Bethany Rooney        | John Stephens                                                         | 21. prosince 2000       | 10. listopadu 2002 | 226709        |
| 11           | 11        | Paris is Burning                        | Hoří Paříž                      | David Petrarca        | Joan Binder Weiss                                                     | 11. ledna 2001          | 17. listopadu 2002 | 226710        |
| 12           | 12        | Double Date                             | Dvojí rande                     | Lev L. Spiro          | Amy Sherman-Palladino                                                 | 18. ledna 2001          | 24. listopadu 2002 | 226712        |
| 13           | 13        | Concert Interruptus                     | Narušený koncert                | Bruce Seth Green      | Elaine Arata                                                          | 15. února 2001          | 1. prosince 2002   | 226711        |
| 14           | 14        | That Damn Donna Reed                    | Ta zatracená Donna Reedová      | Michael Katleman      | Daniel Palladino a Amy Sherman-Palladino                              | 22. února 2001          | 8. prosince 2002   | 226715        |
| 15           | 15        | Christopher Returns                     | Christopher se vrací            | Michael Katleman      | Daniel Palladino                                                      | 1. března 2001          | 15. prosince 2002  | 226713        |
| 16           | 16        | Star-Crossed Lovers and Other Strangers | Osudoví milenci a jiní cizinci  | Lesli Linka Glatter   | námět: Joan Binder Weiss scénář: John Stephens a Linda Loiselle Guzik | 8. března 2001          | 21. prosince 2002  | 226714        |
| 17           | 17        | The Breakup, Part 2                     | Rozchod, druhá část             | Nick Marck            | Amy Sherman-Palladino                                                 | 15. března 2001         | 22. prosince 2002  | 226716        |
| 18           | 18        | The Third Lorelai                       | Třetí Lorelai                   | Michael Katleman      | Amy Sherman-Palladino                                                 | 22. března 2001         | 28. prosince 2002  | 226717        |
| 19           | 19        | Emily in Wonderland                     | Emily v říši divů               | Perry Lang            | John Stephens a Linda Loiselle Guzik                                  | 26. dubna 2001          | 29. prosince 2002  | 226718        |
| 20           | 20        | P.S. I Lo…                              | P.S. Miluji Tě                  | Lev L. Spiro          | Elaine Arata a Joan Binder Weiss                                      | 3. května 2001          | 4. ledna 2003      | 226719        |
| 21           | 21        | Love, Daisies and Troubadours           | Láska, kopretiny a trubadúři    | Amy Sherman-Palladino | Daniel Palladino                                                      | 10. května 2001         | 5. ledna 2003      | 226720        |

### Druhá řada (2001–2002)
| Č. v seriálu | Č. v řadě | Název                          | Český název                    | Režie                 | Scénář                                | Premiéra v USA (The WB) | Premiéra v ČR   | Produkční kód |
| ------------ | --------- | ------------------------------ | ------------------------------ | --------------------- | ------------------------------------- | ----------------------- | --------------- | ------------- |
| 22           | 1         | Sadie, Sadie                   | Zásnuby                        | Amy Sherman-Palladino | Amy Sherman-Palladino                 | 9. října 2001           | 11. ledna 2003  | 227451        |
| 23           | 2         | Hammers and Veils              | Horečné přípravy               | Michael Katleman      | Amy Sherman-Palladino                 | 9. října 2001           | 12. ledna 2003  | 227452        |
| 24           | 3         | Red Light on the Wedding Night | Svatba má červenou             | Gail Mancuso          | Daniel Palladino                      | 16. října 2001          | 18. ledna 2003  | 227453        |
| 25           | 4         | The Road Trip to Harvard       | Výlet do Harvardu              | Jamie Babbit          | Daniel Palladino                      | 23. října 2001          | 19. ledna 2003  | 227454        |
| 26           | 5         | Nick & Nora/Sid & Nancy        | Nick a Nora/Sid a Nancy        | Michael Katleman      | Amy Sherman-Palladino                 | 30. října 2001          | 25. ledna 2003  | 227455        |
| 27           | 6         | Presenting Lorelai Gilmore     | Debutantka Lorelai Gilmorová   | Chris Long            | Sheila R. Lawrence                    | 6. listopadu 2001       | 26. ledna 2003  | 227456        |
| 28           | 7         | Like Mother, Like Daughter     | Jablko nepadá daleko od stromu | Dennis Erdman         | Joan Binder Weiss                     | 13. listopadu 2001      | 1. února 2003   | 227457        |
| 29           | 8         | The Ins and Outs of Inns       | Náš hotel                      | Michael Katleman      | Daniel Palladino                      | 20. listopadu 2001      | 8. února 2003   | 227458        |
| 30           | 9         | Run Away, Little Boy           | Mladíček na útěku              | Danny Leiner          | John Stephens                         | 27. listopadu 2001      | 15. února 2003  | 227459        |
| 31           | 10        | The Bracebridge Dinner         | Slavnostní večeře              | Chris Long            | Daniel Palladino                      | 11. prosince 2001       | 22. února 2003  | 227460        |
| 32           | 11        | Secrets and Loans              | Tajnosti a půjčky              | Nicole Holofcener     | Linda Loiselle Guzik                  | 22. ledna 2002          | 1. března 2003  | 227461        |
| 33           | 12        | Richard in Stars Hollow        | Richard ve Stars Hollow        | Steve Gomer           | Frank Lombardi                        | 29. ledna 2002          | 8. března 2003  | 227462        |
| 34           | 13        | A-Tisket, A-Tasket             | Kdo koupí můj koš?             | Robert Berlinger      | Amy Sherman-Palladino                 | 5. února 2002           | 15. března 2003 | 227463        |
| 35           | 14        | It Should Have Been Lorelai    | Měla to být Lorelai            | Lesli Linka Glatter   | Daniel Palladino                      | 12. února 2002          | 22. března 2003 | 227464        |
| 36           | 15        | Lost and Found                 | Ztráty a nálezy                | Gail Mancuso          | Amy Sherman-Palladino                 | 26. února 2002          | 29. března 2003 | 227465        |
| 37           | 16        | There's the Rub                | Matka a dcera                  | Amy Sherman-Palladino | Sheila R. Lawrence                    | 9. dubna 2002           | 5. dubna 2003   | 227466        |
| 38           | 17        | Dead Uncles and Vegetables     | Pohřeb na přání                | Jamie Babbit          | Daniel Palladino                      | 16. dubna 2002          | 12. dubna 2003  | 227467        |
| 39           | 18        | Back in the Saddle Again       | Výkonný dědeček                | Kevin Dowling         | Linda Loiselle Guzik                  | 23. dubna 2002          | 19. dubna 2003  | 227468        |
| 40           | 19        | Teach Me Tonight               | Doučování                      | Steve Robman          | Amy Sherman-Palladino                 | 30. dubna 2002          | 26. dubna 2003  | 227469        |
| 41           | 20        | Help Wanted                    | Hledá se pomocnice             | Chris Long            | Allan Heinberg                        | 7. května 2002          | 3. května 2003  | 227470        |
| 42           | 21        | Lorelai's Graduation Day       | Absolventka                    | Jamie Babbit          | Daniel Palladino                      | 14. května 2002         | 10. května 2003 | 227471        |
| 43           | 22        | I Can't Get Started            | Nějak nám to nevychází         | Amy Sherman-Palladino | Amy Sherman-Palladino a John Stephens | 21. května 2002         | 17. května 2003 | 227472        |

### Třetí řada (2002–2003)
| Č. v seriálu | Č. v řadě | Název                                  | Český název              | Režie                 | Scénář                                     | Premiéra v USA (The WB) | Premiéra v ČR   | Produkční kód |
| ------------ | --------- | -------------------------------------- | ------------------------ | --------------------- | ------------------------------------------ | ----------------------- | --------------- | ------------- |
| 44           | 1         | Those Lazy-Hazy-Crazy Days             | Návrat domů              | Amy Sherman-Palladino | Amy Sherman-Palladino                      | 24. září 2002           | 8. února 2004   | 175001        |
| 45           | 2         | Haunted Leg                            | Zkrácení sukní           | Chris Long            | Amy Sherman-Palladino                      | 1. října 2002           | 14. února 2004  | 175002        |
| 46           | 3         | Application Anxiety                    | Hrůza z přihlášky        | Gail Mancuso          | Daniel Palladino                           | 8. října 2002           | 15. února 2004  | 175003        |
| 47           | 4         | One's Got Class and the Other One Dyes | Vítězství, či prohra     | Steve Robman          | Daniel Palladino                           | 15. října 2002          | 21. února 2004  | 175004        |
| 48           | 5         | Eight O'Clock at the Oasis             | V osm hodin v Oáze       | Joe Ann Fogle         | Justin Tanner                              | 22. října 2002          | 22. února 2004  | 175005        |
| 49           | 6         | Take the Deviled Eggs…                 | Vejce nadivoko           | Jamie Babbit          | Daniel Palladino                           | 5. listopadu 2002       | 28. února 2004  | 175006        |
| 50           | 7         | They Shoot Gilmores, Don't They?       | Taneční maraton          | Kenny Ortega          | Amy Sherman-Palladino                      | 12. listopadu 2002      | 29. února 2004  | 175007        |
| 51           | 8         | Let the Games Begin                    | Hra začíná               | Steve Robman          | Amy Sherman-Palladino a Sheila R. Lawrence | 19. listopadu 2002      | 6. března 2004  | 175008        |
| 52           | 9         | A Deep-Fried Korean Thanksgiving       | Díkůvzdání               | Kenny Ortega          | Daniel Palladino                           | 26. listopadu 2002      | 7. března 2004  | 175009        |
| 53           | 10        | That'll Do, Pig                        | Nečekaná návštěva        | Jamie Babbit          | Sheila R. Lawrence                         | 14. ledna 2003          | 13. března 2004 | 175010        |
| 54           | 11        | I Solemnly Swear                       | Slavnostně přísahám      | Carla McCloskey       | John Stephens                              | 21. ledna 2003          | 14. března 2004 | 175011        |
| 55           | 12        | Lorelai Out of Water                   | Milovnice ryb            | Jamie Babbit          | Janet Leahy                                | 28. ledna 2003          | 20. března 2004 | 175012        |
| 56           | 13        | Dear Emily and Richard                 | Milá Emily a Richarde    | Gail Mancuso          | Amy Sherman-Palladino                      | 4. února 2003           | 21. března 2004 | 175013        |
| 57           | 14        | Swan Song                              | Labutí píseň             | Chris Long            | Daniel Palladino                           | 11. února 2003          | 27. března 2004 | 175014        |
| 58           | 15        | Face-Off                               | Konfrontace              | Kenny Ortega          | John Stephens                              | 18. února 2003          | 28. března 2004 | 175015        |
| 59           | 16        | The Big One                            | Velká obálka             | Jamie Babbit          | Amy Sherman-Palladino                      | 25. února 2003          | 3. dubna 2004   | 175016        |
| 60           | 17        | A Tale of Poes and Fire                | Seznam pro a proti       | Chris Long            | Daniel Palladino                           | 15. dubna 2003          | 10. dubna 2004  | 175017        |
| 61           | 18        | Happy Birthday, Baby                   | Všechno nejlepší, mami   | Gail Mancuso          | Amy Sherman-Palladino                      | 22. dubna 2003          | 17. dubna 2004  | 175018        |
| 62           | 19        | Keg! Max!                              | První pořádný mejdan     | Chris Long            | Daniel Palladino                           | 29. dubna 2003          | 24. dubna 2004  | 175019        |
| 63           | 20        | Say Goodnight, Gracie                  | Rozluč se Gracie         | Jamie Babbit          | Janet Leahy a Amy Sherman-Palladino        | 6. května 2003          | 1. května 2004  | 175020        |
| 64           | 21        | Here Comes the Son                     | A je tu syn              | Amy Sherman-Palladino | Amy Sherman-Palladino                      | 13. května 2003         | 8. května 2004  | 175021        |
| 65           | 22        | Those Are Strings, Pinocchio           | To jsou nitky, Pinocchio | Jamie Babbit          | Daniel Palladino                           | 20. května 2003         | 15. května 2004 | 175022        |

### Čtvrtá řada (2003–2004)
| Č. v seriálu | Č. v řadě | Název                                               | Český název                         | Režie                 | Scénář                                   | Premiéra v USA (The WB) | Premiéra v ČR  | Produkční kód |
| ------------ | --------- | --------------------------------------------------- | ----------------------------------- | --------------------- | ---------------------------------------- | ----------------------- | -------------- | ------------- |
| 66           | 1         | Ballrooms and Biscotti                              | Společenský tanec a italské sušenky | Amy Sherman-Palladino | Amy Sherman-Palladino                    | 23. září 2003           | 2. února 2005  | 176151        |
| 67           | 2         | The Lorelais' First Day at Yale                     | První den Lorelei na Yalu           | Chris Long            | Daniel Palladino                         | 30. září 2003           | 3. února 2005  | 176152        |
| 68           | 3         | The Hobbit, the Sofa and Digger Stiles              | Hobit, pohovka a Digger Stiles      | Matthew Diamond       | Amy Sherman-Palladino                    | 7. října 2003           | 4. února 2005  | 176153        |
| 69           | 4         | Chicken or Beef?                                    | Kuřecí, nebo hovězí?                | Chris Long            | Jane Espenson                            | 14. října 2003          | 7. února 2005  | 176154        |
| 70           | 5         | The Fundamental Things Apply                        | Tady platí základní pravidla        | Neema Barnette        | John Stephens                            | 21. října 2003          | 8. února 2005  | 176155        |
| 71           | 6         | An Affair to Remember                               | Nezapomenutelný vztah               | Matthew Diamond       | Amy Sherman-Palladino                    | 28. října 2003          | 9. února 2005  | 176156        |
| 72           | 7         | The Festival of Living Art                          | Festival živých obrazů              | Chris Long            | Daniel Palladino                         | 4. listopadu 2003       | 10. února 2005 | 176157        |
| 73           | 8         | Die, Jerk                                           | Zhyň, blbče                         | Tom Moore             | Daniel Palladino                         | 11. listopadu 2003      | 11. února 2005 | 176158        |
| 74           | 9         | Ted Koppel's Big Night Out                          | Velký zápas                         | Jamie Babbit          | Amy Sherman-Palladino                    | 18. listopadu 2003      | 14. února 2005 | 176159        |
| 75           | 10        | The Nanny and the Professor                         | Profesor a chůva                    | Peter Lauer           | Scott Kaufer                             | 20. ledna 2004          | 15. února 2005 | 176160        |
| 76           | 11        | In the Clamor and the Clangor                       | Za hlaholu zvonů                    | Michael Grossman      | Sheila R. Lawrence a Janet Leahy         | 27. ledna 2004          | 16. února 2005 | 176161        |
| 77           | 12        | A Family Matter                                     | Rodinná záležitost                  | Kenny Ortega          | Daniel Palladino                         | 3. února 2004           | 17. února 2005 | 176162        |
| 78           | 13        | Nag Hammadi Is Where They Found the Gnostic Gospels | Ohňostroj a punč                    | Chris Long            | Amy Sherman-Palladino                    | 10. února 2004          | 18. února 2005 | 176163        |
| 79           | 14        | The Incredible Sinking Lorelais                     | Lorelai volá SOS                    | Stephen Clancy        | Amy Sherman-Palladino a Daniel Palladino | 17. února 2004          | 21. února 2005 | 176164        |
| 80           | 15        | Scene in a Mall                                     | Na nákupech                         | Chris Long            | Daniel Palladino                         | 24. února 2004          | 22. února 2005 | 176165        |
| 81           | 16        | The Reigning Lorelai                                | Kralující Lorelai                   | Marita Grabiak        | Jane Espenson                            | 2. března 2004          | 23. února 2005 | 176166        |
| 82           | 17        | Girls in Bikinis, Boys Doin' The Twist              | Holky v bikinách, kluci na obrátce  | Jamie Babbit          | Amy Sherman-Palladino                    | 13. dubna 2004          | 24. února 2005 | 176167        |
| 83           | 18        | Tick, Tick, Tick, Boom!                             | Tik, tik, tik, bum!                 | Daniel Palladino      | Daniel Palladino                         | 20. dubna 2004          | 25. února 2005 | 176168        |
| 84           | 19        | Afterboom                                           | Další rána                          | Michael Zinberg       | Sheila R. Lawrence                       | 27. dubna 2004          | 28. února 2005 | 176169        |
| 85           | 20        | Luke Can See Her Face                               | Luke vidí její tvář                 | Matthew Diamond       | Amy Sherman-Palladino a Daniel Palladino | 4. května 2004          | 1. března 2005 | 176170        |
| 86           | 21        | Last Week Fights, This Week Tights                  | Nejdřív hádky, potom svátky         | Chris Long            | Daniel Palladino                         | 11. května 2004         | 2. března 2005 | 176171        |
| 87           | 22        | Raincoats and Recipes                               | Generálka                           | Amy Sherman-Palladino | Amy Sherman-Palladino                    | 18. května 2004         | 3. března 2005 | 176172        |

### Pátá řada (2004–2005)
| Č. v seriálu | Č. v řadě | Název                         | Český název                    | Režie                 | Scénář                             | Premiéra v USA (The WB) | Premiéra v ČR  | Produkční kód |
| ------------ | --------- | ----------------------------- | ------------------------------ | --------------------- | ---------------------------------- | ----------------------- | -------------- | ------------- |
| 88           | 1         | Say Goodbye to Daisy Miller   | Láska si nevybírá              | Amy Sherman-Palladino | Amy Sherman-Palladino              | 21. září 2004           | 5. srpna 2005  | 2T5301        |
| 89           | 2         | A Messenger, Nothing More     | Návraty domů                   | Daniel Palladino      | Daniel Palladino                   | 28. září 2004           | 8. srpna 2005  | 2T5302        |
| 90           | 3         | Written in the Stars          | Psáno ve hvězdách              | Kenny Ortega          | Amy Sherman-Palladino              | 5. října 2004           | 9. srpna 2005  | 2T5303        |
| 91           | 4         | Tippecanoe and Taylor, Too    | Vzpoura proti Taylorovi        | Lee Shallat-Chemel    | Bill Prady                         | 12. října 2004          | 10. srpna 2005 | 2T5304        |
| 92           | 5         | We Got Us a Pippi Virgin      | Rande ve čtyřech               | Stephen Clancy        | Daniel Palladino                   | 19. října 2004          | 11. srpna 2005 | 2T5305        |
| 93           | 6         | Norman Mailer, I'm Pregnant!  | Drž se svého instinktu         | Matthew Diamond       | James Berg a Stan Zimmerman        | 26. října 2004          | 12. srpna 2005 | 2T5306        |
| 94           | 7         | You Jump, I Jump, Jack        | Skok do neznáma                | Kenny Ortega          | Daniel Palladino                   | 2. listopadu 2004       | 15. srpna 2005 | 2T5307        |
| 95           | 8         | The Party's Over              | A je po večírku                | Eric Laneuville       | Amy Sherman-Palladino              | 9. listopadu 2004       | 16. srpna 2005 | 2T5308        |
| 96           | 9         | Emily Says Hello              | Emily má rande                 | Kenny Ortega          | Rebecca Rand Kirshner              | 16. listopadu 2004      | 17. srpna 2005 | 2T5309        |
| 97           | 10        | But Not as Cute as Pushkin    | Už zase další výročí           | Michael Zinberg       | Amy Sherman-Palladino              | 30. listopadu 2004      | 18. srpna 2005 | 2T5310        |
| 98           | 11        | Women of Questionable Morals  | Ženy lehkých mravů?            | Matthew Diamond       | Daniel Palladino                   | 25. ledna 2005          | 19. srpna 2005 | 2T5311        |
| 99           | 12        | Come Home                     | Návrat domů                    | Kenny Ortega          | Jessica Queller                    | 1. února 2005           | 22. srpna 2005 | 2T5312        |
| 100          | 13        | Wedding Bell Blues            | Blues svatebních zvonů         | Amy Sherman-Palladino | Amy Sherman-Palladino              | 8. února 2005           | 23. srpna 2005 | 2T5313        |
| 101          | 14        | Say Something                 | Tak řekni něco                 | Daniel Palladino      | Daniel Palladino                   | 15. února 2005          | 24. srpna 2005 | 2T5314        |
| 102          | 15        | Jews and Chinese Food         | Židé a čínská kuchyně          | Matthew Diamond       | Amy Sherman-Palladino              | 22. února 2005          | 25. srpna 2005 | 2T5315        |
| 103          | 16        | So…Good Talk                  | Láska hory přenáší             | Jamie Babbit          | Lisa Randolph                      | 1. března 2005          | 26. srpna 2005 | 2T5316        |
| 104          | 17        | Pulp Friction                 | Vítězové a poražení            | Michael Zinberg       | James Berg a Stan Zimmerman        | 8. března 2005          | 29. srpna 2005 | 2T5317        |
| 105          | 18        | To Live and Let Diorama       | Dědictví po starém Twickhamovi | Jackson Douglas       | Daniel Palladino                   | 19. dubna 2005          | 30. srpna 2005 | 2T5318        |
| 106          | 19        | But I'm a Gilmore!            | Ale já jsem Gilmorová!         | Michael Zinberg       | Amy Sherman-Palladino              | 26. dubna 2005          | 31. srpna 2005 | 2T5319        |
| 107          | 20        | How Many Kropogs to Cape Cod? | Návštěva u Emily a Richarda    | Jamie Babbit          | Bill Prady a Rebecca Rand Kirshner | 3. května 2005          | 1. září 2005   | 2T5320        |
| 108          | 21        | Blame Booze and Melville      | Nepříjemné překvapení          | Jamie Babbit          | Daniel Palladino                   | 10. května 2005         | 2. září 2005   | 2T5321        |
| 109          | 22        | A House Is Not a Home         | Dům neznamená domov            | Amy Sherman-Palladino | Amy Sherman-Palladino              | 17. května 2005         | 5. září 2005   | 2T5322        |

### Šestá řada (2005–2006)
| Č. v seriálu | Č. v řadě | Název                                   | Český název                          | Režie                 | Scénář                                   | Premiéra v USA (The WB) | Premiéra v ČR   | Produkční kód |
| ------------ | --------- | --------------------------------------- | ------------------------------------ | --------------------- | ---------------------------------------- | ----------------------- | --------------- | ------------- |
| 110          | 1         | New and Improved Lorelai                | Nová a vylepšená Lorelai             | Amy Sherman-Palladino | Amy Sherman-Palladino                    | 13. září 2005           | 9. února 2007   | 2T6301        |
| 111          | 2         | Fight Face                              | Bojechtivý výraz                     | Daniel Palladino      | Daniel Palladino                         | 20. září 2005           | 12. února 2007  | 2T6302        |
| 112          | 3         | The UnGraduate                          | Přerušené studium                    | Michael Zinberg       | David S. Rosenthal                       | 27. září 2005           | 13. února 2007  | 2T6303        |
| 113          | 4         | Always a Godmother, Never a God         | Není kmotra jako kmotra              | Robert Berlinger      | Rebecca Rand Kirshner                    | 4. října 2005           | 14. února 2007  | 2T6304        |
| 114          | 5         | We've Got Magic to Do                   | Musíme udělat kouzlo                 | Michael Zinberg       | Daniel Palladino                         | 11. října 2005          | 15. února 2007  | 2T6305        |
| 115          | 6         | Welcome to the Doll House               | Vítejte v domě panenek               | Jackson Douglas       | Keith Eisner                             | 18. října 2005          | 16. února 2007  | 2T6306        |
| 116          | 7         | Twenty-One is the Loneliest Number      | Jednadvacet je to nejsmutnější číslo | Robert Berlinger      | Amy Sherman-Palladino                    | 25. října 2005          | 19. února 2007  | 2T6307        |
| 117          | 8         | Let Me Hear Your Balalaikas Ringing Out | Ať mi zahraje tvá balalajka          | Kenny Ortega          | Daniel Palladino                         | 8. listopadu 2005       | 20. února 2007  | 2T6308        |
| 118          | 9         | The Prodigal Daughter Returns           | Návrat ztracené dcery                | Amy Sherman-Palladino | Amy Sherman-Palladino                    | 15. listopadu 2005      | 21. února 2007  | 2T6309        |
| 119          | 10        | He's Slippin' 'Em Bread…Dig?            | Otcové a dcery                       | Kenny Ortega          | Daniel Palladino                         | 22. listopadu 2005      | 22. února 2007  | 2T6310        |
| 120          | 11        | The Perfect Dress                       | Perfektní šaty                       | Jamie Babbit          | Amy Sherman-Palladino                    | 10. ledna 2006          | 23. února 2007  | 2T6311        |
| 121          | 12        | Just Like Gwen and Gavin                | Jako Gwen a Gavin                    | Stephen Clancy        | Daniel Palladino                         | 17. ledna 2006          | 26. února 2007  | 2T6312        |
| 122          | 13        | Friday Night's Alright for Fighting     | Páteční večer je stvořený pro hádky  | Kenny Ortega          | Amy Sherman-Palladino                    | 31. ledna 2006          | 27. února 2007  | 2T6313        |
| 123          | 14        | You've Been Gilmored                    | Gilmorování                          | Stephen Clancy        | Jordon Nardino                           | 7. února 2006           | 28. února 2007  | 2T6314        |
| 124          | 15        | A Vineyard Valentine                    | Valentýn na Vineyardu                | Daniel Palladino      | Daniel Palladino                         | 14. února 2006          | 1. března 2007  | 2T6315        |
| 125          | 16        | Bridesmaids Revisited                   | Co družičky vyprávěly                | Linda Mendoza         | Rebecca Rand Kirshner                    | 28. února 2006          | 2. března 2007  | 2T6316        |
| 126          | 17        | I'm OK, You're OK                       | Já jsem OK, ty jsi OK                | Lee Shallat-Chemel    | Keith Eisner                             | 4. dubna 2006           | 5. března 2007  | 2T6317        |
| 127          | 18        | The Real Paul Anka                      | Skutečný Paul Anka                   | Daniel Palladino      | Daniel Palladino                         | 11. dubna 2006          | 6. března 2007  | 2T6318        |
| 128          | 19        | I Get a Sidekick Out of You             | Svatba po korejsku                   | Amy Sherman-Palladino | Amy Sherman-Palladino                    | 18. dubna 2006          | 7. března 2007  | 2T6319        |
| 129          | 20        | Super Cool Party People                 | Super senza párty parta              | Ken Whittingham       | David S. Rosenthal                       | 25. dubna 2006          | 8. března 2007  | 2T6320        |
| 130          | 21        | Driving Miss Gilmore                    | Řidička paní Gilmorové               | Jamie Babbit          | Daniel Palladino a Amy Sherman-Palladino | 2. května 2006          | 9. března 2007  | 2T6321        |
| 131          | 22        | Partings                                | Loučení a rozchody                   | Amy Sherman-Palladino | Daniel Palladino a Amy Sherman-Palladino | 9. května 2006          | 12. března 2007 | 2T6322        |

### Sedmá řada (2006–2007)
| Č. v seriálu | Č. v řadě | Název                                          | Český název                         | Režie              | Scénář                                     | Premiéra v USA (The CW) | Premiéra v ČR      | Produkční kód |
| ------------ | --------- | ---------------------------------------------- | ----------------------------------- | ------------------ | ------------------------------------------ | ----------------------- | ------------------ | ------------- |
| 132          | 1         | The Long Morrow                                | Dlouhý zítřek                       | Lee Shallat-Chemel | David S. Rosenthal                         | 26. září 2006           | 14. listopadu 2008 | 2T7751        |
| 133          | 2         | That's What You Get, Folks, for Makin' Whoopee | A to má pak člověk za to            | Bethany Rooney     | Rebecca Rand Kirshner                      | 3. října 2006           | 18. listopadu 2008 | 2T7752        |
| 134          | 3         | Lorelai's First Cotillion                      | Lorelai a její první Cotillion      | Lee Shallat-Chemel | Rina Mimoun                                | 10. října 2006          | 19. listopadu 2008 | 2T7753        |
| 135          | 4         | S Wonderful, 'S Marvelous                      | Je to nádherné, je to zázračné      | Victor Nelli, Jr.  | Gayle Abrams                               | 17. října 2006          | 20. listopadu 2008 | 2T7754        |
| 136          | 5         | The Great Stink                                | Velký zápach                        | Michael Schultz    | Gina Fattore                               | 24. října 2006          | 21. listopadu 2008 | 2T7755        |
| 137          | 6         | Go, Bulldogs!                                  | Buldoci, do toho!                   | Wil Shriner        | David S. Rosenthal a Rebecca Rand Kirshner | 7. listopadu 2006       | 24. listopadu 2008 | 2T7756        |
| 138          | 7         | French Twist                                   | Manželství po francouzsku           | Lee Shallat-Chemel | David Babcock                              | 14. listopadu 2006      | 25. listopadu 2008 | 2T7757        |
| 139          | 8         | Introducing Lorelai Planetarium                | Představuji vám Lorelai planetárium | Lee Shallat-Chemel | Jennie Snyder                              | 21. listopadu 2006      | 26. listopadu 2008 | 2T7758        |
| 140          | 9         | Knit, People, Knit!                            | Pleťte, lidičky, pleťte!            | Lee Shallat-Chemel | David Grae                                 | 28. listopadu 2006      | 27. listopadu 2008 | 2T7759        |
| 141          | 10        | Merry Fisticuffs                               | Na kordy                            | Jackson Douglas    | David S. Rosenthal                         | 5. prosince 2006        | 28. listopadu 2008 | 2T7760        |
| 142          | 11        | Santa's Secret Stuff                           | Vánoční tajnosti                    | Lee Shallat-Chemel | Rebecca Rand Kirshner                      | 23. ledna 2007          | 1. prosince 2008   | 2T7761        |
| 143          | 12        | To Whom It May Concern                         | Všem, jichž se to týká              | Jamie Babbit       | David Babcock                              | 30. ledna 2007          | 2. prosince 2008   | 2T7762        |
| 144          | 13        | I'd Rather Be in Philadelphia                  | Raději bych byl ve Filadelfii       | Lee Shallat-Chemel | Rebecca Rand Kirshner                      | 6. února 2007           | 3. prosince 2008   | 2T7763        |
| 145          | 14        | Farewell, My Pet                               | Sbohem, můj mazlíčku                | Jamie Babbit       | Jennie Snyder                              | 13. února 2007          | 4. prosince 2008   | 2T7764        |
| 146          | 15        | I Am Kayak, Hear Me Roar                       | Jsem Kajak, slyšíš, jak se řítím    | Lee Shallat-Chemel | Rebecca Rand Kirshner                      | 20. února 2007          | 5. prosince 2008   | 2T7765        |
| 147          | 16        | Will You Be My Lorelai Gilmore?                | Buď má Lorelai Gilmorová            | David Paymer       | Gina Fattore a Gayle Abrams                | 27. února 2007          | 8. prosince 2008   | 2T7766        |
| 148          | 17        | Gilmore Girls Only                             | Jen Gilmorova děvčata               | Lee Shallat-Chemel | David Babcock                              | 6. března 2007          | 9. prosince 2008   | 2T7767        |
| 149          | 18        | Hay Bale Maze                                  | Bludiště                            | Stephen Clancy     | Rebecca Rand Kirshner                      | 17. dubna 2007          | 10. prosince 2008  | 2T7768        |
| 150          | 19        | It's Just Like Riding a Bike                   | Je to jako jízda na kole            | Lee Shallat-Chemel | Jennie Snyder                              | 24. dubna 2007          | 11. prosince 2008  | 2T7769        |
| 151          | 20        | Lorelai? Lorelai?                              | Lorelai? Lorelai?                   | Bethany Rooney     | David S. Rosenthal                         | 1. května 2007          | 12. prosince 2008  | 2T7770        |
| 152          | 21        | Unto the Breach                                | Dokud to neprolomíme                | Lee Shallat-Chemel | David Babcock a Jennie Snyder              | 8. května 2007          | 15. prosince 2008  | 2T7771        |
| 153          | 22        | Bon Voyage                                     | Šťastnou cestu                      | Lee Shallat-Chemel | David S. Rosenthal                         | 15. května 2007         | 16. prosince 2008  | 2T7772        |